# Liste der reichsten Spanier
Diese Liste der reichsten Spanier beruht auf den Angaben des US-amerikanischen Forbes Magazine (Stand: März 2021):
| Rang | Name                        | Vermögen (US-Dollar) | Herkunft des Vermögens          |
| ---- | --------------------------- | -------------------- | ------------------------------- |
| 1    | Amancio Ortega              | 77,0 Mrd.            | Zara                            |
| 2    | Sandra Ortega Mera          | 7,3 Mrd.             | Zara                            |
| 3    | Juan Roig                   | 4,2 Mrd.             | Mercadona                       |
| 4    | Rafael del Pino             | 3,9 Mrd.             | Ferrovial                       |
| 5    | Juan Abelló                 | 2,8 Mrd.             | ALK-Abelló                      |
| 6    | Hortensia Herrero           | 2,6 Mrd.             | Mercadona                       |
| 7    | Maria Del Pino              | 2,3 Mrd.             | Ferrovial                       |
| 8    | Florentino Pérez            | 2,1 Mrd.             | Grupo ACS                       |
| 9    | Isak Andic                  | 2,0 Mrd.             | Mango (Mode)                    |
| 10   | Sol Daurella                | 2,0 Mrd.             | Coca-Cola European Partners     |
| 11   | Leopoldo Del Pino           | 1,8 Mrd.             | Ferrovial                       |
| 11   | Juan Lopez-Belmonte Lopez   | 1,8 Mrd.             | Laboratorios Farmaceúticos Rovi |
| 13   | Fernando Roig               | 1,7 Mrd.             | Mercadona                       |
| 14   | Miguel Fluxa Rossello       | 1,6 Mrd.             | Iberostar                       |
| 14   | Manuel Lao Hernandez        | 1,6 Mrd.             | Cirsah                          |
| 14   | Tomas Olivo Lopez           | 1,6 Mrd.             | General de Galerías Comerciales |
| 14   | Francisco Jose Riberas Mera | 1,6 Mrd.             | Gestamp Automoción              |
| 14   | Juan Maria Riberas Mera     | 1,6 Mrd.             | Gestamp Automoción              |